# Záhada hlavolamu (seriál)
Záhada hlavolamu je československý dobrodružný televizní seriál vzniklý v produkci Československé televize, která jej také v letech 1969–1970 vysílala. Devítidílný seriál je adaptací románů Záhada hlavolamu a Stínadla se bouří spisovatele Jaroslava Foglara. Natočil jej režisér Hynek Bočan, který je s Václavem Šaškem také autorem scénáře. Seriál se zaměřuje na skupinu chlapců z klubu Rychlých šípů, kteří se vydávají do záhadné městské čtvrti Stínadla, kde odhalují různá místní tajemství. 
Role starších chlapců (Vontů) a dospělých ztvárnili vesměs známí herci, zatímco z představitelů Rychlých šípů se v herecké profesi dále uplatnil jen Roman Skamene, tehdy patnáctiletý.

## Příběh
Skupina pěti čestných a odvážných chlapců, kteří si říkají Rychlé šípy, podniká nejrůznější aktivity a výpravy za zábavou a dobrodružstvím. Mirek Dušín, Jarka Metelka, Rychlonožka, Červenáček a Jindra Hojer se jednoho dne dozví o záhadném ježku v kleci, který má mít velkou cenu pro hnutí tzv. Vontů. Chtějí o tomto předmětu zjistit více, proto se začnou vydávat do tajemné staré čtvrti Stínadla, kde nepřátelské Vontové žijí.

## Obsazení

### Hlavní role
- Jiří Lukeš jako Mirek Dušín
- Tomáš Hádl jako Jarka Metelka
- Martin Kapoun jako Rychlonožka
- Roman Skamene jako Červenáček
- Zdeněk Jánský jako Jindra Hojer

### Vedlejší role
- Jaromír Hanzlík jako Jan Tleskač
- Jaroslav Moučka jako otec Mažňák / Em
- Václav Sloup jako Mažňák
- Jan Tříska jako Velký Vont / Široko
- Ivan Vyskočil jako Otakar Losna
- Radoslav Brzobohatý jako vypravěč

## Produkce
S nápadem natočit celovečerní film podle románů Záhada hlavolamu a Stínadla se bouří přišel na jaře roku 1967 režisér Hynek Bočan, který po souhlasu jejich autora Jaroslava Foglara začal spolu s Václavem Šaškem psát scénář. Ten nabídli Filmovému studiu Barrandov i Filmovému studiu Gottwaldov, ani jedno však o projekt nemělo zájem. Ten naopak projevila Československá televize, jejíž dramaturgové rozhodli, že půjde o sedmidílný seriál. Autoři proto ve spolupráci s dramaturgem Josefem Boučkem upravili scénář. Součástí úvodu prvního dílu byly i některé scény, které mají původ v komiksech o Rychlých šípech. Do rolí jednotlivých Rychlých šípů hledal Bočan chlapce, kteří by typově odpovídali komiksovému zobrazení těchto postav od Jana Fischera. Z několika stovek uchazečů nakonec byl vybrán Jiří Lukeš do role Mirka Dušína, Tomáš Hádl měl ztvárnit Jarku Metelku, Roman Skamene získal roli Červenáčka a Zdeněk Jánský byl obsazen jako Jindra Hojer. Všichni čtyři měli s natáčením již nějaké zkušenosti. Představitele poslední chybějící role, Rychlonožky, nalezli v Martinu Kapounovi, pro něhož to byla první a zároveň jediná filmová práce. Další postavy ztvárnili herci Jaromír Hanzlík, Ivan Vyskočil a další.
V prosinci 1968 se uskutečnilo pětidenní soustředění v Krkonoších, které bylo určeno pro vzájemné seznámení se představitelů Rychlých šípů. Natáčení seriálu v produkci Televizní filmové tvorby Československé televize začalo hned v prosinci 1968 a trvalo do počátku léta 1969. Natáčelo se v ateliérech v Praze na Barrandově, kde byla postavena dekorace celé městské čtvrti – Stínadel. Štáb využil i ateliéry v pražské Hostivaři a také některé exteriéry v Praze. V průběhu natáčení bylo v březnu 1969 rozhodnuto, že místo sedmi dílů vznikne devět epizod. Záhada hlavolamu se stala prvním seriálem Československé televize určeným pro mládež.
Hudbu k seriálu složil Jiří Šust a nahrál ji Filmový symfonický orchestr pod vedením Štěpána Koníčka.

## Vysílání
Seriál Záhada hlavolamu vysílala Československá televize na přelomu let 1969 a 1970. Úvodní díl byl premiérově uveden 24. prosince 1969, další epizody následovaly každý den a poslední, devátý díl byl odvysílán 1. ledna 1970. Coby seriál pro mládež byla Záhada hlavolamu zařazena do odpoledního až podvečerního programu, jednotlivé epizody o stopáži necelé půlhodiny začínaly v rozmezí 16.00–17.30 hod.
Na Slovensku byl seriál uveden v březnu 1970, v Česku byl opakován na přelomu let 1970 a 1971. Za normalizace ale byl Jaroslav Foglar pro komunistický režim nežádoucí osobou a jeho jméno se nesmělo na veřejnosti objevovat, takže se ze Záhady hlavolamu stal trezorový snímek, který i přes žádosti diváků odmítala Československá televize (ČST) vysílat s odkazem na údajný havarijní nebo nepoužitelný stav filmového materiálu či ztrátu některých dílů. Problémem pro ČST také byla emigrace Jana Třísky do USA v roce 1977. K další repríze, o které bylo v televizi rozhodnuto ještě před sametovou revolucí, došlo až na Vánoce 1989.
Celý seriál vydala v roce 2010 Česká televize na DVD.

### Seznam dílů
| Č. v seriálu | Režie       | Scénář                     | Datum premiéry    |
| ------------ | ----------- | -------------------------- | ----------------- |
| 1            | Hynek Bočan | Václav Šašek a Hynek Bočan | 24. prosince 1969 |
| 2            | Hynek Bočan | Václav Šašek a Hynek Bočan | 25. prosince 1969 |
| 3            | Hynek Bočan | Václav Šašek a Hynek Bočan | 26. prosince 1969 |
| 4            | Hynek Bočan | Václav Šašek a Hynek Bočan | 27. prosince 1969 |
| 5            | Hynek Bočan | Václav Šašek a Hynek Bočan | 28. prosince 1969 |
| 6            | Hynek Bočan | Václav Šašek a Hynek Bočan | 29. prosince 1969 |
| 7            | Hynek Bočan | Václav Šašek a Hynek Bočan | 30. prosince 1969 |
| 8            | Hynek Bočan | Václav Šašek a Hynek Bočan | 31. prosince 1969 |
| 9            | Hynek Bočan | Václav Šašek a Hynek Bočan | 1. ledna 1970     |

## Přijetí
Komentář v Lidové demokracii uvádí, že pro dospělé diváky seriál je napětí v seriálu „poněkud uměle vykonstruované a příběh nepostrádá naivity“, ale zároveň dodává, že dětští diváci  si televizní zpracování Rychlých šípů „vychutnávají“. Naopak Jiří Hečko označil seriál v Rudém právu za nereálnou a bezpohlavní „protektorátní romantiku“, která neměla tehdejší mládeži již co říct.
Od listopadu 1969 do ledna 1970 vycházel v časopisu Větrník třídílný fotokomiks Záhada hlavolamu, jenž byl tvořen snímky ze seriálu. Samotný seriál měl divácký úspěch, v lednu 1970 se v Praze proto uskutečnila veřejná beseda s režisérem Hynkem Bočanem, spisovatelem Jaroslavem Foglarem a představiteli Rychlých šípů. Obdobná akce byla uspořádána v lednu 1990 v návaznosti na první reprízu seriálu po 19 letech.
V roce 1970 vyšla o seriálu kniha Rychlé šípy v televizi, kterou napsal Otakar Fuka, jenž u Záhady hlavolamu působil jako pomocný režisér. Její doplněné vydání se objevilo v roce 1991.